# Зелений (Єланський район)
Зелений (рос. Зёленый) — хутір у Єланському районі Волгоградської області Російської Федерації.
Населення становить 122 особи. Входить до складу муніципального утворення Журавське сільське поселення.

## Історія
Хутір розташований у межах українського історичного та культурного регіону Жовтий Клин.
Згідно із законом від 24 грудня 2004 року № 980-ОД органом місцевого самоврядування є Журавське сільське поселення.

## Населення
1. Н/Д[2]